# Favites chinensis
Espèce
Statut CITES
Favites chinensis est une espèce de coraux appartenant à la famille des Merulinidae ou la famille Faviidae.